# Edbaye El Hijaj
Edbaye El Hijaj es una comuna o municipio del departamento de M'Bagne, en la región de Brakna, en Mauritania. En marzo de 2013 presentaba una población censada de 7489 habitantes.
Se encuentra ubicada al suroeste del país, sobre el desierto del Sahara, cerca de la frontera con Senegal.